# Sairi Ito
Sairi Ito (伊藤 沙莉 Itō Sairi?, Prefectura de Chiba, 4 de mayo de 1994) es una actriz japonesa de ascendencia coreana.

## Carrera
Ito hizo su debut en el drama televisivo de 2003 14-kagetsu: Tsuma ga Kodomo ni Kaette Iku, interpretando a una investigadora cuyo cuerpo se convierte en el de una niña.
En febrero de 2023, fue anunciada como la actriz principal de la serie asadora The Tiger and Her Wings, basada en la vida de Yoshiko Mibuchi, una de las primeras abogadas de Japón. Ito había aparecido previamente en la serie asadora Hiyokko en 2017.

## Vida personal
Ito nació el 4 de mayo de 1994 en la Prefectura de Chiba. Su madre eligió el nombre "Sairi", y su abuelo eligió el kanji para su nombre: el carácter 沙 (sa, arena) toma la lectura "sai". Ella es la más joven de tres hermanos: Shunsuke Ito del dúo cómico Oswald es su hermano mayor, y también tiene una hermana mayor. Su padre dirigía una empresa de construcción de carreteras que quebró tras el colapso de la burbuja económica, y los cobradores de deudas lo persiguieron. Ella y sus hermanos fueron criados por su madre y su tía después del divorcio de sus padres. Su madre trabajaba en un bar y repartía leche antes de convertirse en pintora. Ito tiene ascendencia coreana, aunque ha declarado que no puede hablar coreano y que nunca ha salido de Japón. Originalmente quería ser bailarina.
En abril de 2022, se informó que Ito estaba saliendo con el guionista Ryuta Horai, lo cual confirmó ella misma más tarde.

## Filmografía

### Series de televisión
| Año  | Título                                          | Papel                | Notas                    | Ref.   |
| ---- | ----------------------------------------------- | -------------------- | ------------------------ | ------ |
| 2005 | Minna Mukashi wa Kodomodatta                    | Momo Wakatsuki       |                          |        |
| 2005 | The Queen's Classroom                           | Momo Tanaka          |                          |        |
| 2005 | Girl's Box                                      | Ren                  | Episodio 1               |        |
| 2006 | Chibi Maruko-chan                               | Shirakawa-san        |                          |        |
| 2006 | Boku no Aruku Michi                             | Niña en excursión    |                          |        |
| 2006 | Iwo Jima: Senjō no Yūbin Haitatsu               | Haruko Ichimaru      |                          |        |
| 2006 | Tatta Hitotsu no Koi                            |                      |                          |        |
| 2007 | Watashitachi no Kyōkasho                        | Mai Yamanishi        |                          |        |
| 2007 | Kikujiro to Saki                                |                      | Episodio 7               |        |
| 2007 | Otoko no Kosodate                               | Mika Sato            |                          |        |
| 2008 | Kiri no Hi                                      | Etsuko Nakamura      |                          |        |
| 2008 | Scrap Teacher                                   | Sairi Osaki          |                          |        |
| 2009 | Yusuke Kamiji Himawari Monogatari               |                      |                          |        |
| 2011 | Taisetsunakoto wa Subete Kimi ga Oshiete Kureta | Sairi Uno            |                          |        |
| 2012 | Soup Curry                                      | Chieko Urata         |                          |        |
| 2013 | Legal High                                      | Kaori Inoue          |                          |        |
| 2013 | All Esper Dayo!                                 | Yuko                 |                          |        |
| 2014 | Great Teacher Onizuka                           | Kanako Kusumi        |                          |        |
| 2015 | Replay & Destroy                                |                      |                          |        |
| 2015 | My Neighbor Seki                                | Ryoko-senpai         | Episodio 2               |        |
| 2015 | Transit Girls                                   | Sayuri Hayama        | Papel principal          | [ 14 ] |
| 2016 | Sono 'Okodawari', Watashi ni mo Kure yo!!       | Ella misma           |                          | [ 15 ] |
| 2017 | Hiyokko                                         | Saori Abe            | Asadora                  | [ 16 ] |
| 2018 | In This Corner of the World                     | Sachiko Kariya       |                          | [ 17 ] |
| 2019 | The Naked Director                              | Junko                |                          | [ 18 ] |
| 2019 | You Can't Expense This!                         | Mayu Sasaki          |                          | [ 19 ] |
| 2020 | Keep Your Hands Off Eizouken!                   | Midori Asakusa (voz) | Animación                | [ 20 ] |
| 2020 | Likes! Mr. Genji                                | Saori Fujiwara       |                          | [ 21 ] |
| 2020 | A Day-Off of Kasumi Arimura                     | Yūko                 | Episodio 2               | [ 22 ] |
| 2022 | Don't Call it Mystery                           | Seiko Furomitsu      |                          | [ 23 ] |
| 2022 | Lost Man Found                                  | Yui Higa             |                          | [ 24 ] |
| 2023 | Legal Enforcement with Dogs                     | Hikari Yoshino       | Papel principal          | [ 25 ] |
| 2024 | The Tiger and Her Wings                         | Tomoko Inotsume      | Papel principal; Asadora | [ 16 ] |

### Otros programas
| Año  | Título                     | Notas      | Ref(s) |
| ---- | -------------------------- | ---------- | ------ |
| 2024 | 75th NHK Kohaku Uta Gassen | Anfitriona | [ 26 ] |

### Películas
| Año  | Título                           | Papel               | Notas                                  | Ref.   |
| ---- | -------------------------------- | ------------------- | -------------------------------------- | ------ |
| 2006 | Inugoe Shiawase no Nikukyū       |                     |                                        |        |
| 2007 | Rabbit on the Moon               |                     | Papel principal, cortometraje          |        |
| 2007 | Tokyo Rendezvous                 |                     |                                        |        |
| 2011 | Lost Harmony                     | Ruriko Nishihara    |                                        |        |
| 2012 | Lesson of the Evil               | Ayumi Nagai         |                                        |        |
| 2013 | Tamako in Moratorium             |                     |                                        |        |
| 2014 | Love is Possession               | Ruka                | Película de antología                  |        |
| 2014 | Chounouryoku Kenkyubu no 3 Nin   |                     |                                        |        |
| 2015 | The Curtain Rises                | Rina Takada         |                                        |        |
| 2016 | Unrequited Love                  | Nomura              | Papel principal, episodio 1            |        |
| 2016 | Kabuki Drop                      |                     |                                        |        |
| 2017 | Love and Other Cults             | Ai                  | Papel principal                        |        |
| 2017 | One Week Friends                 |                     |                                        | [ 27 ] |
| 2017 | The Blue Hearts                  |                     | Película de antología                  |        |
| 2017 | The Last Cop: The Movie          |                     |                                        |        |
| 2018 | Asako I & II                     | Haruyo              |                                        |        |
| 2018 | Our Blue Moment                  | Satomi Ishida       |                                        |        |
| 2018 | Enokida Trading Post             |                     |                                        | [ 28 ] |
| 2018 | Blank 13                         |                     |                                        | [ 29 ] |
| 2019 | 21st Century Girl                |                     | Papel principal, película de antología | [ 30 ] |
| 2019 | Little Miss Period               | Riho Yamamoto       |                                        | [ 31 ] |
| 2019 | Blue Hour                        |                     |                                        | [ 32 ] |
| 2019 | Life: Untitled                   |                     | Papel principal                        | [ 33 ] |
| 2020 | Step                             |                     |                                        | [ 34 ] |
| 2020 | Theatre: A Love Story            | Aoyama              |                                        | [ 35 ] |
| 2020 | Hotel Royal                      | Maria Sakura        |                                        | [ 36 ] |
| 2020 | The Devil Wears Jūnihitoe        | Rinshi              |                                        | [ 37 ] |
| 2020 | Kamata Prelude                   |                     | Papel principal, película de antología | [ 38 ] |
| 2020 | Poupelle of Chimney Town         | Antonio (voz)       |                                        | [ 39 ] |
| 2021 | We Couldn't Become Adults        | Kaori Katō          |                                        | [ 40 ] |
| 2022 | Just Remembering                 | Yō                  | Papel principal                        | [ 41 ] |
| 2022 | Suzume                           | Rumi Ninomiya (voz) |                                        | [ 42 ] |
| 2022 | Phases of the Moon               | Yui Midorisaka      |                                        | [ 43 ] |
| 2023 | Life of Mariko in Kabukicho      | Mariko              | Papel principal                        | [ 44 ] |
| 2023 | Uchūjin no Aitsu                 |                     |                                        | [ 45 ] |
| 2023 | Don't Call it Mystery: The Movie | Seiko Furomitsu     | Cameo                                  | [ 46 ] |
| 2025 | Majimu: Island Dreamer           | Majimu Iba          | Papel principal                        | [ 47 ] |

### Doblaje japonés
Live-action
| Año  | Título                  | Papel       | Doblaje para | Notas | Ref.   |
| ---- | ----------------------- | ----------- | ------------ | ----- | ------ |
| 2022 | Jurassic World Dominion | Kayla Watts | DeWanda Wise |       | [ 48 ] |

Animación
| Año  | Título                               | Papel     | Notas | Ref.   |
| ---- | ------------------------------------ | --------- | ----- | ------ |
| 2019 | The Secret Life of Pets 2            | Margarita |       | [ 49 ] |
| 2020 | Vic the Viking: The Magic Sword      | Vic       |       | [ 50 ] |
| 2022 | The Bears' Famous Invasion of Sicily | Almerina  |       | [ 51 ] |